# 30-та піхотна дивізія (Третій Рейх)

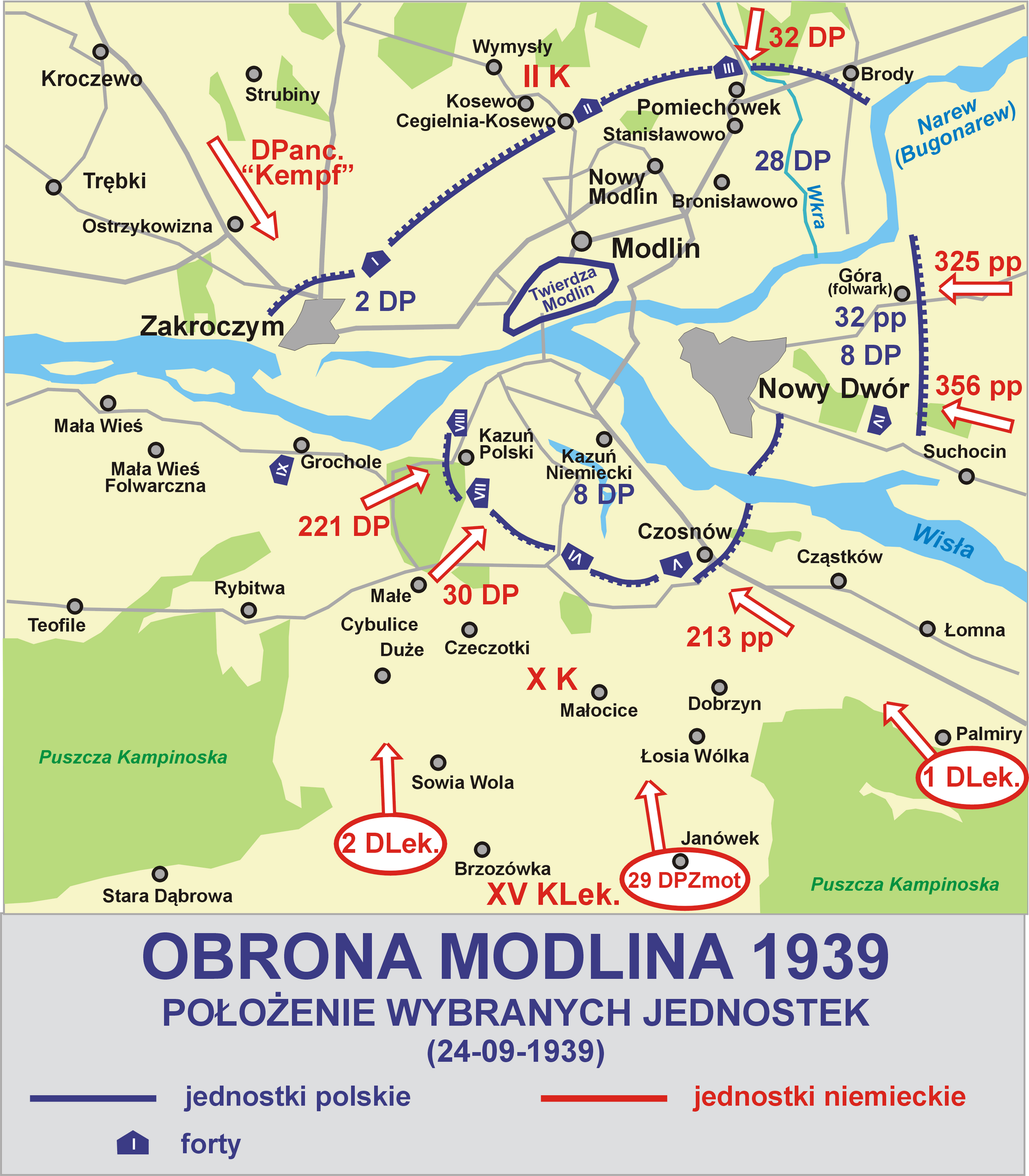
Карта участі 30-ї піхотної дивізії в облозі Модлину. Вересень 1939

30-та піхотна дивізія (Третій Рейх) (нім. 30. Infanterie-Division) — піхотна дивізія Вермахту за часів Другої світової війни.

## Історія
30-та піхотна дивізія була створена 1 жовтня 1936 року в Любеку в X військовому окрузі (нім. Wehrkreis X) у ході 4-ї хвилі мобілізації Вермахту.

## Райони бойових дій
- Німеччина (жовтень 1936 — вересень 1939);
- Польща (вересень — жовтень 1939);
- Німеччина (жовтень 1939 — травень 1940);
- Бельгія та Франція (травень 1940 — травень 1941);
- СРСР (північний напрямок) (червень 1941 — жовтень 1944);
- Курляндський котел (жовтень 1944 — травень 1945).

## Командування

### Командири
- генерал-лейтенант Карл-Генріх фон Штюльпнагель (нім. Carl-Heinrich von Stülpnagel) (1 жовтня 1936 — 4 лютого 1938);
- генерал-майор Курт фон Брізен (нім. Kurt von Briesen) (4 лютого 1938 — 1 липня 1939);
- генерал-лейтенант Франц Беме (нім. Franz Böhme) (1 липня — 19 липня 1939);
- генерал-лейтенант Курт фон Брізен (19 липня 1939 — 25 листопада 1940);
- генерал-майор Вальтер Бюкс (нім. Walter Buechs) (25 листопада 1940 — 5 січня 1941);
- генерал-лейтенант Курт фон Тіппельскірх (нім. Kurt von Tippelskirch) (5 січня 1941 — 5 червня 1942);
- генерал-лейтенант Томас-Еміль фон Віккеде (нім. Thomas-Emil von Wickede) (5 червня 1942 — 29 жовтня 1943);
- генерал-майор Гергард Генке (нім. Gerhard Henke) (29 жовтня — 5 листопада 1943), ТВО;
- генерал від інфантерії Вільгельм Гаазе (нім. Wilhelm Haase) (5 листопада 1943 — 15 березня 1944);
- генерал-лейтенант Ганс фон Бассе (нім. Hans von Basse) (15 березня — 15 серпня 1944), ТВО;
- генерал-майор Отто Барт (нім. Otto Barth) (15 серпня 1944 — 30 січня 1945);
- генерал-лейтенант Альберт Генце (нім. Albert Henze) (30 січня — 8 травня 1945).

## Нагороджені дивізії
Нагороджені дивізії
Нагороджені Сертифікатом Пошани Головнокомандувача Сухопутних військ для військових формувань Вермахту за збитий літак противника
- 7 листопада 1941 — 3-й артилерійський дивізіон 30-го артилерійського полку за дії 6 вересня 1941 (23);
- 16 травня 1942 — ? 46-го піхотного полку за дії 4 лютого 1942 (93);
- 16 травня 1942 — 11-та рота 6-го піхотного полку за дії 22 січня 1942 (101);
- 16 травня 1942 — 1-й піхотний батальйон 6-го піхотного полку за дії 22 січня 1942 (102).

|  | Кавалери Нагрудного знаку ближнього бою в золоті                                                           | 4 |
|  | Кавалери Золотого Німецького Хреста                                                                        | 101 |
|  | Кавалери Лицарського хреста Залізного хреста з Дубовим листям                                              | 3 (№ 71 гауптман Генріх Боргманн — 11.02.1942 № 150 оберлейтенант Еккегард Кіллінг-Шмідт — 04.12.1942 № 435 оберст Георг Коссмала — 26.03.1944) |
|  | Кавалери Лицарського хреста Залізного хреста                                                               | 43 |
|  | Кавалери Почесної відзнаки Сухопутних військ «Почесна застібка на орденську стрічку для Сухопутних військ» | 37 |

- Нагороджені Сертифікатом Пошани Головнокомандувача Сухопутних військ (5)